# الانتخابات الرئاسية البنغلاديشية 2023
كان من المقرر إجراء الانتخابات الرئاسية البنغلاديشية 2023 يوم الأحد 19 فبراير 2023 لانتخاب الرئيس الثاني والعشرين لبنغلاديش ومع ذلك، أُغلق باب الترشيح ظهر يوم 12 فبراير، وكان المرشح عن رابطة عوامي محمد شهاب الدين، والذي رشح نفسه وفقاً لأحكام الدستور، هو المرشح الوحيد الذي تم ترشيحه في 13 فبراير 2023، وفاز بالتزكية شهاب الدين رسمياً ليكون الرئيس الثاني والعشرين للبلاد حيث لم يكن هناك معارضة.
تم تنصيب محمد شهاب الدين لفترة ولاية مدتها خمس سنوات تبدأ من يوم الاثنين 24 أبريل 2023.

## الخلفية
نظرًا لأن الحزب الحاكم رابطة عوامي بنجلاديش يتمتع بأغلبية المقاعد في جاتيا سانجشاد، ويقيد الدستور التصويت المتبادل، فمن المفترض أن يفوز المرشح الذي رشحه الحزب في الانتخابات. إلى جانب ذلك، أعلنت أحزاب المعارضة بالفعل أنها لن تقدم أي مرشح، وهكذا فاز المرشح محمد شهاب الدين في الانتخابات بالتزكية.

## النظام الانتخابي
يتم انتخاب الرئيس بالاقتراع غير المباشر من قبل أعضاء البرلمان وفقا للمادة 48 من الدستور. ومع ذلك، منذ عام 1991، عندما تم استعادة نظام الحكومة البرلمانية في بنجلاديش، تم انتخاب جميع مرشحي الأحزاب الحكومية دون منافسة.

## الكلية الانتخابية
| </img>                     |          |
| حزب                        | الناخبين |
| رابطة عوامي                | 305      |
| حزب جاتيا                  | 27       |
| حزب العمال البنغلاديشي     | 4        |
| جاتيا ساماجتانتريك دال جاد | 3        |
| بيكالبا دارا بنغلاديش      | 2        |
| منتدى جانو                 | 2        |
| حزب جاتيا-JP (مانجو)       | 1        |
| اتحاد بنغلاديش طارق        | 1        |
| مستقلون                    | 4        |
| المجموع                    | 349      |

## ما بعد الانتخابات

### استجابات

#### وطني

##### احزاب سياسية
كان الحزب الوطني البنغلاديشي قد أعرب بالفعل عن عدم اهتمامه بالانتخابات، حيث كانوا يحتجون بالفعل مطالبين باستقالة الحكومة التي تقودها حسينة.
قبل الانتخابات، قال حزب المعارضة البرلماني الرئيسي حزب جاتيا إنه لن يرشح أي مرشح للانتخابات.
عندما تم ترشيح محمد شهاب الدين للانتخابات، رحب به رئيس الحزب جاتيا غلام محمد قادر، وأعرب عن أمله في "أن يؤدي واجبه بإخلاص من أجل تحسين البلاد والأمة". وعن ردود الآخرين قال: "الأحزاب التي تطرح التساؤلات حول الانتخابات، ألم تطلع على الدستور؟ وينص الدستور بوضوح على أن الحزب الذي يتمتع بالأغلبية يمكنه انتخاب الرئيس. تتمتع رابطة عوامي بالأغلبية في البرلمان. يمكنهم انتخاب الرئيس دستوريًا".
على الرغم من وجود ردود فعل متباينة من الأحزاب السياسية اليسارية.

#### دولياً

##### المنظمات
- الأمم المتحدة: هنأ الفرع الوطني للأمم المتحدة محمد شهاب الدين على تعيينه في منصب رئيس الجمهورية في بيان صحفي صدر في 14 فبراير. وفي البيان، أعربت المنظمة أيضاً عن أملها في أن "توسّع الأمم المتحدة شراكتها مع بنغلاديش تحت قيادته لتحقيق التزامات بنغلاديش تجاه تنفيذ أهداف التنمية المستدامة وأهداف التنمية المستدامة".[12][13]

##### الأمم
- الصين: هنأ رئيس جمهورية الصين الشعبية شي جين بينغ الرئيس شهاب الدين بإرسال رسالة لاحقة في 24 أبريل 2023، وقال إنه سيكون على استعداد للعمل معه لتعزيز الصداقة التقليدية بين الصين وبنغلاديش.[14][15]
- الهند: قدم رئيس الوزراء الهندي ناريندرا مودي تهانيه لرئيس بنغلاديش المنتخب محمد شهاب الدين في 5 مارس 2023.[16]
- سلطنة عمان: بعث السلطان هيثم بن طارق برقية تهنئة إلى الرئيس شهاب الدين.[17]
- روسيا: نشرت السفارة الروسية في دكا رسالة تهنئة من الرئيس الروسي فلاديمير بوتين إلى شهاب الدين في 28 فبراير.
- السعودية: بعث ملك المملكة العربية السعودية ومحمد بن سلمان بن عبد العزيز آل سعود، ولي العهد ورئيس مجلس الوزراء السعودي، برقية تهنئة إلى شهاب الدين بمناسبة انتخابه رئيساً.[18][19]
- الإمارات: بعث رئيس دولة الإمارات العربية المتحدة الشيخ محمد بن زايد آل نهيان، برقية تهنئة إلى محمد شهاب الدين، كما بعث نائب رئيس الدولة رئيس مجلس الوزراء حاكم دبي الشيخ محمد بن راشد آل مكتوم، برسائل مماثلة في 24 أبريل 2024.[20][21]

كما هنأه رؤساء دولة وحكومات الكويت وقطر والبحرين ودول أخرى.
- باكستان: هنئ رئيس جمهورية باكستان الإسلامية محمد شهاب الدين. وكتب الرئيس على حسابه على تويتر: “أنا واثق من أن علاقاتنا الأخوية خلال فترة ولايتك ستتعزز أكثر، أتمنى لك فترة ناجحة للغاية في منصبك وأتطلع إلى العمل بشكل وثيق معك من أجل المنفعة المتبادلة لبلدينا.

### افتتاح
حفل تنصيب رئيس بنغلاديش هو حفل بمناسبة بدء ولاية جديدة مدتها خمس سنوات لرئيس بنغلاديش. ويتم التنصيب في اليوم التالي لانتهاء ولاية الرئيس السابق. لم يتم تحديد مكان في الدستور، ولكن تمت جميع عمليات الافتتاح في قاعة دربار في قصر بانجابهابان. حيث يتم بث الحفل على الهواء مباشرة من قبل هيئة الإذاعة الوطنية تلفزيون بنغلادش على قنواتها التلفزيونية والإذاعية الرئيسية، عادة من حوالي الساعة 11 صباحاً. ولتسليط الضوء على أهمية هذا الحدث، يحضر جميع الشخصيات الرئيسية في السلطة التنفيذية (حكومة بنغلاديش)، والسلطة التشريعية (سانغشاد) والسلطة القضائية، وكذلك أعضاء السلك الدبلوماسي وغيرهم من الضيوف المدعوين.